# US Chaouia
Der Union Sportive Chaouia (arabisch الاتحاد الرياضي للشاوية), auch bekannt als US Chaouia, ist ein algerischer Fußballverein aus Umm al-Bawāqī. Aktuell spielt der Verein in der zweithöchsten algerischen Fußballliga, der Ligue Professionnelle 2.

## Geschichte
Der Verein wurde 1936 gegründet und spielte jahrzehntelang in den unterklassigen Spielklassen in Algerien. Erst Anfang der 90er Jahre schafften sie den Aufstieg in die Championnat National de Première Division. 
1994 gewannen sie völlig überraschend die nationale Meisterschaft, im selben Jahr holten sie auch den algerischen Supercup. Mit den Erfolgen konnten sie sich für die afrikanischen Wettbewerbe qualifizieren, wo sie 1994 im CAF Confederation Cup das Viertelfinale erreichen konnte.
Nach den Erfolgen ging es mit dem Verein langsam bergab. Seit dem Abstieg am Ende der Saison 2004/05 und dem erneuten Abstieg in der Folgesaison, ist es dem Verein nicht mehr gelungen, in die erste Liga zurückzukehren. Zwischen 2013 und 2016 spielte Chaouia für drei Spielzeiten in der Ligue Professionelle 2, der zweiten algerischen Liga, ehe man im Mai 2016 erneut in die Division Nationale Amateur abstieg.
Am 5. August 2020 stieg die US Chaouia erneut in die zweite Liga auf.

## Stadion
Das Heimstadion Stade Hassouna Zerdani ist eine Kunstrasenanlage mit einer Kapazität von rund 5.000 Zuschauern.

## Erfolge
- Championnat National de Première Division: 1994
- Algerischer Fußball-Supercup: 1994

## Statistik in den CAF-Wettbewerben
| Wettbewerb                          | Runde         | Gegner                     | Hinspiel | Rückspiel          |  |
| ----------------------------------- | ------------- | -------------------------- | -------- | ------------------ |  |
|                                     |               |                            |          |                    |  |
| CAF Cup 1994                        | 1. Runde      | Racing Club Bobo-Dioulasso | 1:2 (A)  | 3:1 (H)            |  |
|                                     | 2. Runde      | Olympic Niamey             | 6:0 (H)  | n. a.              |  |
|                                     | Viertelfinale | Bendel Insurance           | 0:1 (A)  | 1:0 (H) / Pen: 2:4 |  |
| African Cup of Champions Clubs 1995 | 1. Runde      | AS Dragons FC de l’Ouémé   | n. a.    | n. a.              |  |
|                                     | 2. Runde      | Dynamos FC                 | 1:1 (A)  | 2:3 (H)            |  |

- 1994: Der Verein Olympic Niamey zog seine Mannschaft nach der deutlichen Auswärts-Niederlage zurück.
- 1995: Der Verein AS Dragons de l’Oueme zog seine Mannschaft nach der Auslosung zurück.